# Changle
Changle, Vereenvoudigd:长乐 pinyin:Changle Fuzhou dialect：Diòng-lŏ̤h, arrondissementstad in de provincie Fujian van China. Changle ligt in de prefectuur Fuzhou. Changle heeft meer dan 100.000 inwoners. Changle is ook een arrondissement.